# The Lost Lolli
The Lost Lolli è il secondo album di OLIVIA, pubblicato il 18 febbraio 2004. Contiene 13 tracce cantate in inglese.

## Tracce
1. Alone in our castle
2. Fake flowers
3. Blind unicorn
4. Devil's in me
5. Celestial Delinquent
6. Space Halo
7. SpidERƧpins
8. 026unconscious333
9. Under Your Waves
10. Dreamcamp
11. Denial
12. Sea me" (English Version)
13. Into The Stars" (Live Arrangement Version)